# Дуплексный канал с временным разделением
Дуплексный канал с временным разделением — тип дуплексной связи, при котором каналы передачи и загрузки данных отделены распределением временных слотов на одном и том же диапазоне частот. Потоки передачи данных таким образом могут быть асимметричными с выделением конечному пользователю разных временных интервалов на передачу и загрузку данных.
Мультиплексинг с временным разделением разделяет сигналы передачи и загрузки путём наложения дуплексной связи на полудуплексную сеть.
Эффективность использования пропускной способности — средняя между дуплексным каналом с частотным разделением и эхоподавлением. Интерференции сигналов нет. В случае применения для беспроводной связи возможно использование схем разнесённого приёма сигнала в качестве контрмеры к федингу сигнала.
В случае использования радиосистемы многоканального доступа, в силу использования одной и той же частоты для передачи и загрузки данных, для базовых станций возможно использование SDMA в комбинации с адаптивными антенными решётками, из-за чего спектральная эффективность связи.
Репитеры с таким типом связи не работают.

## Где используется
- Personal Handy-phone System
- iBurst
- TD-CDMA
- TD-SCDMA
- Цифровая Правительственная радиосистема по предупреждению катастроф на местном уровне (Япония)
- Wi-Fi
- Mobile WiMAX и WiMAX TDD
- TD-LTE
- TCM-ISDN
- DECT
- PACTOR
- UMTS
- ZigBee
- BlueTooth